# Спеціальні кореспонденти
«Спеціальні кореспонденти» — український ЗМІ у сфері судової журналістики.

## Історія
Ідея створення незалежного ЗМІ у сфері журналістика виникла у 2017 році в адвоката та журналіста Олексія Шевчука, і початково створений ним ресурс був відомий під назвою «Судовий репортер». «Судовий репортер» мав офіційно зареєстровані права інтелектуальної власності на найменування (свідоцтво № 254828), однойменне інформаційне агентство (свідоцтво серії КВ № 623-485Р) та друковану газету (свідоцтво серії КВ № 23357-13197Р), офіційний сайт видання, а з 1 грудня 2019 року також офіційний Youtube-канал.
Водночас ресурс із такою назвою [Архівовано 19 січня 2020 у Wayback Machine.] вже існував. Він був створений Іриною Салій, і перша публікація була зроблена на ньому 15 грудня 2017 року. У жовтні 2018 року Ірина Салій звинуватила О. Шевчука в тому, що він «намагається „віджати“ комерційне найменування проекту „Судовий репортер“». І хоча саме О. Шевчук 21 травня 2018 року подав заявку на реєстрацію торговельної марки «судовий репортер» і 25 лютого 2019 року став власником відповідної торгової марки, після тривалих переговорів між сторонами О. Шевчук передав Ірині Салій виключні майнові права інтелектуальної власності на торгову марку «Судовий репортер».

## Діяльність
Журналісти-розслідувачі видання «Спеціальний кореспондент» (до 2020 року — «Судовий репортер») в рамках своєї журналістської діяльності при виявленні фактів вчинення кримінальних правопорушень неодноразово звертались із заявами до правоохоронних органів про вчинення високопоставленими чиновниками, політиками злочинів, за що постійно піддаються критиці з боку своїх опонентів.
Зокрема, за заявами журналістів видання було відкрито кримінальні провадження на народного депутата Медяника, заступника голови фракції у Верховній Раді України політичної партії «Слуга народу» Юрія Корявченкова.
Було подано заяву про вчинення кримінального правопорушення колишнім генеральним директором 1+1 медіа Олександром Ткаченком з приводу приховування незадекларованого будинку.
Третій апеляційний адміністративний суд спростовує як некоректну інформацію по справі, яка розглядалась у суді, що розміщена на ресурсі Ірини Салій «Судовий репортер».

## Нагороди
У 2020 році видання (під старою назвою) було удостоєне першого місця в рейтингу Міжнародної асоціації кримінальних адвокатів (International Criminal Bar Association, ICBA).